# Brixia meeli
Brixia meeli är en insektsart som beskrevs av Synave 1933. Brixia meeli ingår i släktet Brixia och familjen kilstritar. Inga underarter finns listade i Catalogue of Life.